# John Guy (gouverneur)
John Guy (mort vers mars 1629), est un aventurier, marchand, gouverneur colonial et homme politique britannique, membre de la chambre des communes de 1621 à 1624.

## Biographie
Vraisemblablement natif de Bristol, il est sheriff de la ville en 1605-1606.
Membre de la Society of Merchant Venturers, en 1608, il explore l'île de Terre-Neuve pour y découvrir un site favorable à l'implantation d'une colonie. Il choisit alors Cuper's Cove (aujourd'hui Cupids) dans la baie de la Conception et en devient Gouverneur en 1610.
Exploitant le sel et le potasse, la colonie souffre terriblement de l'hiver 1612-1613 et des attaques de pirates dont celle de Peter Easton. John Guy l'abandonne en 1613.
Revenu en Angleterre en avril 1613, il devient maire (1618) puis député (1621, réélu en 1624) de Bristol.